# Joe Bygraves
Joe Bygraves (* 26. Mai 1931 in Kingston; † 16. Januar 2012) war ein jamaikanischer Boxer.

## Werdegang
Joe Bygraves, der als junger Mann in Kingston mit dem Boxen begonnen hatte, verließ Ende 1952 seine Heimat aus wirtschaftlichen Gründen und ging nach Liverpool, um in England Berufsboxer zu werden. Er unterzeichnete einen Vertrag mit Johnny Campbell, der sein Manager wurde. Am 12. Februar 1953 bestritt er in Liverpool seinen ersten Kampf gegen Don Maxwell im Halbschwergewicht, den er durch KO in der 1. Runde gewann. Im gleichen Jahr blieb er in Liverpool auch in seinen nächsten fünf Kämpfen siegreich. In das Schwergewicht aufgerückt kämpfte er am 9. Juni 1953 in London gegen Joe Crickmar und verlor durch KO in der 1. Runde. Schon einen Monat später trat er in Liverpool zur Revanche gegen Joe Crickmar an und verlor wieder, diesmal durch techn. KO in der 5. Runde.
Das Jahr 1954 war gezeichnet von sehr vielen Kämpfen, die Joe in der Absicht sich nach oben zu kämpfen, bestritt. Und obwohl er in diesem Jahr auch einige Niederlagen einstecken musste, so verlor er z. B. am 23. Februar 1954 gegen den erfahrenen ehemaligen britischen Meister im Mittelgewicht Albert Finch nach Punkten, machte er doch durch einige Siege über bekannte Gegner auf sich aufmerksam. Er bezwang dabei u. a. Peter Bates aus England am 2. Juli 1954 in Manchester nach Punkten.
Am 18. April 1955 erhielt Joe Bygraves die Chance, sich gegen den aufstrebenden Henry Cooper zu profilieren. Es gelang ihm dies aber nicht ganz. Er lieferte Cooper zwar einen guten Kampf, unterlag diesem aber über 8 Runden nach Punkten. 1955 gewann Joe Bygraves in Dortmund gegen Hugo Salfeld aus der BRD in der 5. Runde durch KO und besiegte Kitione Lave aus Tonga in Birmingham nach Punkten. Gegen den Ex-Europameister Franco Cavicchi wurde Joe Bygraves am 31. Oktober 1955 in Bologna wegen Tiefschlagens disqualifiziert.
Joe Bygraves hatte sich aber in der britischen und der europäischen Schwergewichtsszene etabliert. Er bekam reichlich Angebote und kämpfte sehr häufig. Großen Siegen folgten, besonders gegen Ende seiner Laufbahn, auch viele bittere Niederlagen. Am 26. Juni 1956 gewann Joe Bygraves gegen Kitione Lave in London die britische Schwergewichtsmeisterschaft durch einen Punktsieg über 15 Runden. Er verteidigte diesen Titel am 19. Februar 1956 in London durch einen sensationellen KO-Sieg in der 9. Runde über Henry Cooper und am 27. Mai 1957 durch ein Unentschieden gegen Dick Richardson. Am 25. November 1957 verlor er dann seinen Titel in Leicester durch eine Punktniederlage nach 15 Runden an Joe Erskine.
In den Folgejahren gewann er u. a. noch gegen Gerhard Zech, BRD, Franco De Piccoli, Italien u. Albert Westphal aus der BRD. Er unterlag aber gegen die US-amerikanischen Weltranglistenboxer Willie Pastrano, Wayne Bethea u. Zora Folley, gegen Ex-Weltmeister Ingemar Johansson aus Schweden, Europameister Karl Mildenberger aus der BRD u. George Chuvalo aus Kanada. Nach einer Niederlage am 20. März 1967 in London gegen den weithin unbekannten Hector Eduardo Corletti beendete er seine Laufbahn.
Beruflich versuchte sich dann Jos Bygraves in verschiedenen Matiers. Er war u. a. auch einige Jahre lang Farmer in der Nähe von Dover. Mitte der 1990er Jahre ging er aber nach Jamaika zurück, wo sich seine Spuren verloren. Er verstarb am 16. Januar 2012 im Alter von 80 Jahren.